# Дахно Володимир Авксентійович
Володимир Авксентійович Дахно (7 березня 1932 , Запоріжжя, Дніпропетровська область, Українська СРР, СРСР  — 28 липня 2006 , Київ ) — український режисер,
художник-мультиплікатор, сценарист, лавреат Державної премії УРСР ім. Т. Г. Шевченка (1988), Народний артист України (1996). Член НСКУ.
Відомий як автор всенародно улюблених мультфільмів, зокрема серіалу «Як козаки …».

## Життєпис
Народився 7 березня 1932 року в місті Запоріжжя. Після закінчення школи вступив до медичного, але майже відразу перевівся до Київського інженерно-будівельного інституту, навчався у Йосипа Юлійовича Каракіса.
Після закінчення інституту в 1955 році працював архітектором у Києві. Разом із своїми друзями, випускниками КІБІ, захопився тоді ще мало відомою творчістю виробництва мультфільмів. Молоді колишні архітектори Володимир Дахно, Марк Драйцун і Давид Черкаський з натхненням розпочали роботу в новому творчому об'єднанні мультиплікаційних фільмів на студії «Київнаукфільм» (нині «Укранімафільм»), а згодом стали відомими мультиплікаторами й режисерами.
У 1960 році Володимир Дахно дебютував як мультиплікатор фільмом «Пригоди Перця», який став першим анімаційним фільмом творчого об'єднання під керівництвом І. Б. Гурвич. У повній мірі талант Володимира Дахна розкрився в 1967 році з виходом першої серії мультфільму «Як козаки …», при створенні якого він виступив у ролі режисера і сценариста. Мультсеріал відразу отримав величезну популярність, а харизматичні герої стали народними улюбленцями. Герої мультфільмів «Як козаки …» є найбільш упізнаваними персонажами в українській мультиплікації, своєрідним національним символом. Всього Володимир Дахно створив дев'ять короткометражних мультфільмів про запорізьких козаків. 1991 року, за участю цих героїв, вийшов перший повнометражний український анімаційний фільм «Енеїда», створений Володимиром Дахном за мотивами однойменної поеми Івана Котляревського.
Головні персонажі пригодницької серії наділені різними характерами, зрозумілими без слів, це друзі — Око, Грай і Тур. Всі вони кмітливі й войовничі, а їхні командні властивості мають певні особливості: козак Око першим помічає загрозу чи зміну ситуації, Грай розігрує стратегію, як її подолати, а Тур докладає чималих зусиль, щоб переможно завершити розпочате. Авторське право на створення цих персонажів, вигляд яких вдосконалювався роками, з 1967 до 1995 року, належить двом авторам: режисеру-мультиплікатору Володимиру Дахну та художнику Едуарду Кіричу. Як згадує Е. Кірич: «Дахно намалював для мене довгу паличку і сказав, що це козак Грай, чимале коло — силач Тур, маленьке — верткий Око. Я ж, як художник-аніматор, зробив з його ідеї персонажів. Що значить „зробив“? Створив їм обличчя, наростив тіла. Зробив такими, якими їх сьогодні знають всі.» Хоча режисер і сам добре малював, показуючи свої ідеї більш ніж схематично, він цінував творчу допомогу своїх колег, розуміючи, що кіно — це колективна праця.
Останні півтора десятиліття життя майстра були затьмарені згасанням української анімації: економічна криза стала на шляху творчості. Попри фінансові проблеми, Володимир Дахно до кінця днів продовжував творити, передавав свої знання молодим мультиплікаторам і мріяв, що його ідеї втіляться в життя.
Колеги, знайомі та сусіди знали його як дуже делікатну, привітну і життєрадісну людину з гарним почуттям гумору.
Володимир Авксентійович був двічі одружений (і розлучений), мав двох доньок. 1978 року народилася молодша донька Наталія, з якою режисер постійно підтримував стосунки (старша померла у молодому віці). Двоюрідний брат Володимир — учений-архітектор.
Помер 28 липня 2006 року в своїй квартирі в Києві в повній самотності. Похований на Байковому кладовищі (ділянка 33, поруч із другом, продюсером Володимиром Іваненком). Усе піклування про похорон узяла на себе колишня дружина Людмила Іванівна.

## Фільмографія
Дебютував Дахно в кінематографі як художник-мультиплікатор у 1960 році з мультфільму «Пригода Перця».
Художник фільмів:
- «Пригоди Перця» (1961) — художник.
- «Непосида, М'якуш і Нетак» (1963)
- «Заєць і їжак» (1963) — художник.
- «Золоте яєчко» (1963) — художник.
- «Веселий художник» (1963) — художник.
- «Мишко + Машка» (1964) — художник.
- «Лелеченя» (1964)
- «Водопровід на город» (1964)
- «Таємниця чорного короля» (1964),
- «Зелена кнопка» (1965)
- «Казка про царевича і трьох лікарів» (1963)

Режисер-постановник фільмів:
- «Камінь на дорозі» (1968, у співавт.),
- «Як козак щастя шукав» (1969, співавтор сценарію)
- «День восьмий, або перший урок мислення» (1971)
- «Зубна билиця» (1972)
- «Що на що схоже» (1974)
- «Справа доручається детективу Тедді. Справа № 001: Бурий та Білий» (1976)
- «Парасолька в цирку» (1980)
- «Лис і дрізд» (1982)
- «Сімейний марафон» (1982)
- «Із життя пернатих» (1985)
- «Енеїда» (1991)[1]
- Все про козаків:
  - «Як козаки куліш варили» (1967, співавтор сценарію, Перша премія зонального огляду, Єреван, 1968)
  - «Як козаки у футбол грали» (1970)
  - «Як козаки наречених визволяли» (1973, II премія «Срібний сестерцій» VI Міжнародного кінофестивалю, Ніон, Швейцарія, 1973)
  - «Як козаки сіль купували» (1975, співавтор сценарію)
  - «Як козаки олімпійцями стали» (1978, співавтор сценарію, Бронзова медаль Всесоюзного кінофестивалю спортивних фільмів. Ленінград, 1978)
  - «Як козаки мушкетерам допомагали» (1979, співавтор сценарію)
  - «Як козаки інопланетян зустрічали» (1983)
  - «Як козаки на весіллі гуляли» (1984)
  - «Як козаки в хокей грали» (1995)

Аніматор:
- «Круглячок» (1992, у спіавт.)

## Відзнаки
- Перша премія зонального огляду, Єреван, 1968 — за фільм «Як козаки куліш варили» (1967)
- 2-га премія «Срібний сестерцій» IV Міжнародного кінофестивалю в м. Ньйон, Швейцарія, 1973 р. — за фільм «Як козаки наречених визволяли»
- Бронзова медаль Всесоюзного кінофестивалю спортивных фільмів, Ленінград, 1978 р. — за фільм «Як козаки олімпійцями стали»
- Заслужений діяч мистецтв УРСР (1982)
- Срібна медаль Всесоюзного фестивалю спортивних фільмів, Каунас, 1983 — за фільм «Сімейний марафон» (1982)
- Лавреат Державної премії України імені Тараса Шевченка (1988) — за цикл мультфільмів «Козаки» про пригоди запорізьких козаків (спільно з художником-постановником Едуардом Киричем і кінооператором Анатолієм Гавриловим)
- Народний артист України (1996)
- Член Національної спілки кінематографістів України.

## Відродження героїв Володимира Дахна
Студія «Укранімафільм» відроджує творчість метра анімації і готує до випуску продовження мультсеріалу «Як козаки …». Улюблені герої Око, Грай і Тур постають перед глядачами у нових серіях мультфільмів, зберігаючи добрий і веселий стиль Дахна.
У 2016 році студія анімаційних фільмів Baraban (генеральний продюсер Едуард Ахрамович) випустила серіал «Козаки. Футбол», що складається з 26 серій по дві хвилини кожна, присвячений чемпіонату Європи з футболу. Режисеркою мультсеріалу стала учениця Давида Черкаського Марина Медвідь, художником виступив Едуард Кірич — творець і художник оригінальних «Козаків», який вкотре оновив зовнішній вигляд героїв, що став сумісним із стилістикою епохи комп'ютерних ігор. Всього над серіалом працювало понад 30 осіб.
Прем'єра серіалу відбулась 30 травня 2016 року на телеканалі «1+1». Телесеріал розповідає про трьох запорізьких козаків, Ока, Грая і Тура, які вирушають у подорож країнами Європи, не без перешкод і несподіванок. Окрім улюблених козаків в якості героїв змальовані й відомі на весь світ футболісти Бекхем, Роналдо та Фергюсон.
Герої Володимира Дахна стали народними улюбленцями, яких, ніби фольклорних персонажів, малюють на одязі, стінах, вжиткових речах. Під час Російсько-української війни вони, як символи України, підіймають патріотичні настрої її захисників. Відомий британський вуличний графітіст Бенксі у листопаді 2022 відвідав міста України та створив різні сюжети на стінах напівзруйнованих будинків. Один з них був домальований київськими графітістами, які залучили улюблених персонажів мультфільмів «Як козаки…» режисера В. Дахна, що викликало дискусії, чи не є такий вчинок вандалізмом. Мистецтвознавиця Євгенія Моляр так не вважає: «Без зайвого пієтету комерційно успішний бренд Бенксі повернули в контекст справжнього вуличного мистецтва, що засадничо передбачає подібну взаємодію. А використання персонажів українського радянського мультиплікаційного серіалу Володимира Дахна…— це також наше культурне надбання, і не варто від нього відмовлятися».

## Вшанування пам'яті
7 березня 2013 року Google відзначив 81 рік від дня народження Володимира Дахна святковим логотипом. На головній сторінці пошукового сервісу було розміщено дудл у вигляді козаків — героїв мультфільмів із циклу «Козаки».